# Harry Melling

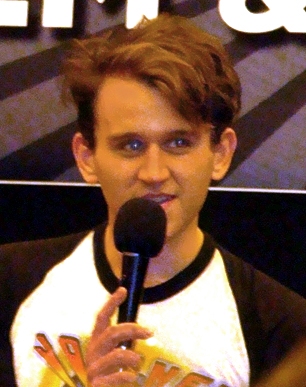
Harry Melling bei der London Film and Comic Convention 2011

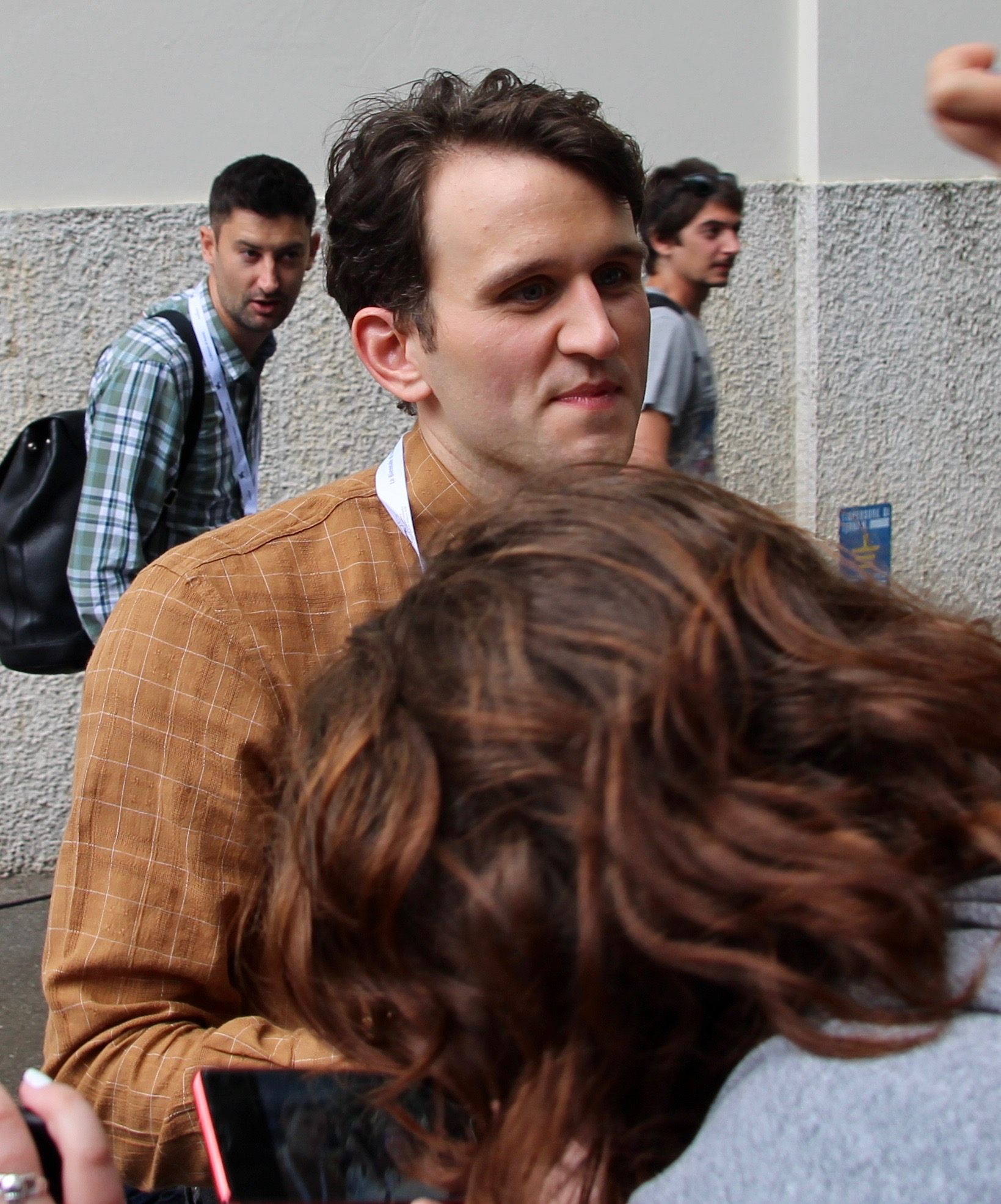
Harry Melling bei den Filmfestspielen von Venedig 2018

Harry Edward Melling (* 13. März 1989 in London) ist ein britischer Schauspieler, der durch die Rolle des Dudley Dursley in mehreren Harry-Potter-Verfilmungen Bekanntheit erlangte.

## Schauspielkarriere
Melling gab im Jahr 2001 in Harry Potter und der Stein der Weisen sein Filmdebüt, in diesem Film verkörperte er Harrys verzogenen Cousin Dudley Dursley. Diese Rolle spielte er auch bis zum Jahr 2010 in weiteren Filmen der Reihe. Für den Film Harry Potter und die Heiligtümer des Todes: Teil 1 musste Melling einen Fettanzug tragen, damit er dem fettleibigen Dudley aus den Romanen möglichst nahekam, da er nach Harry Potter und der Orden des Phönix fast die Hälfte seines vorherigen Gewichtes verloren hatte.
Im Gegensatz zu anderen jungen Schauspielern der Harry-Potter-Reihe blieb Melling auch nach deren Ende als Schauspieler vielbeschäftigt. Er studierte an der London Academy of Music and Dramatic Art und war unter anderem in Theaterproduktionen am Royal National Theatre und am Old Vic Theatre zu sehen.
Seit 2016 übernimmt er wieder vermehrt Rollen in Film- und Fernsehproduktionen. 2018 war er in einer Episode des Westerns The Ballad of Buster Scruggs an der Seite von Liam Neeson zu sehen, 2020 übernahm er eine Schurkenrolle in dem Actionfilm The Old Guard neben Charlize Theron. Außerdem war er 2020 in der Netflix-Produktion Das Damengambit zuerst als gegnerischer Schachspieler, später als Freund und Weggefährte zu sehen.

## Privatleben
Melling ist ein Cousin des Schauspielers Sam Troughton, Neffe von Michael Troughton und David Troughton, sowie der Enkel des ehemaligen „Doctor Who“-Darstellers Patrick Troughton.

## Filmografie (Auswahl)
- 2001: Harry Potter und der Stein der Weisen (Harry Potter and the Philosopher’s Stone)
- 2002: Harry Potter und die Kammer des Schreckens (Harry Potter and the Chamber of Secrets)
- 2004: Harry Potter und der Gefangene von Askaban (Harry Potter and the Prisoner of Azkaban)
- 2005: Friends and Crocodiles (Fernsehfilm)
- 2007: Harry Potter und der Orden des Phönix (Harry Potter and the Order of the Phoenix)
- 2010: Harry Potter und die Heiligtümer des Todes – Teil 1 (Harry Potter and the Deathly Hallows: Part I)
- 2010: Merlin – Die neuen Abenteuer (Merlin, Episode 3x11, „Die Schattenwelt“)
- 2016: Die Musketiere (The Musketeers, Fernsehserie, Episode 3x07)
- 2016: Die versunkene Stadt Z (The Lost City of Z)
- 2017: Edison – Ein Leben voller Licht (The Current War)
- 2018: The Ballad of Buster Scruggs
- 2018: Trautmann
- 2019: Waiting for the Barbarians
- 2019: The War of the Worlds – Krieg der Welten (The War of the Worlds, Miniserie)
- 2019: His Dark Materials (Fernsehserie, Episode 1x04)
- 2020: The Old Guard
- 2020: The Devil All the Time
- 2020: Das Damengambit (The Queen’s Gambit, Miniserie, 4 Episoden)
- 2021: Macbeth (The Tragedy of Macbeth)
- 2022: Der denkwürdige Fall des Mr Poe (The Pale Blue Eye)
- 2023: Shoshana
- 2024: Harvest
- 2025: Pillion